# Creedia bilineata
Creedia bilineata är en fiskart som beskrevs av Shoichi Shimada och Yoshino, 1987. Creedia bilineata ingår i släktet Creedia och familjen Creediidae. Inga underarter finns listade i Catalogue of Life.